# Grigore de Gaeta
Grigore a fost duce de Gaeta de la 963 până la moarte.
Grigore a fost cel de al doilea fiu al lui Docibilis al II-lea de Gaeta cu soția sa Orania. El a succedat fratelui său, Ioan al II-lea, care a avut doar fiice. Grigore a epuizat destul de repede publicum (pământul public) al ducatului prin distribuirea acestuia către diferiți membri ai familiei. El a dispărut din consemnări din 964 și a fost succedat de către fratele său mai tânăr, Marin al II-lea, cu toate că Grigore avea trei fii. Este posibil ca să fi avut loc o luptă internă pentru putere între diferitele facțiuni ale familiei Docibilienilor și ca Grigore să fi fost nevoit să se retragă.
Unul dintre fiii săi, Landulf a fost strămoșul conților de Suio.